# 藤堂高敏
藤堂 高敏（とうどう たかとし）は、伊勢国津藩の第5代藩主。藤堂家宗家5代。

## 生涯
伊勢久居藩の初代藩主・藤堂高通の三男として生まれる。伊勢津藩の第2代藩主・藤堂高次の孫にあたる。2人の兄がいずれも早世したため、高通の嫡男となるが、元禄10年（1697年）に父が死去したときにまだ5歳の幼少だったことから、久居藩の家督は叔父の高堅が中継ぎして、高敏は成長してからその跡を継ぐこととなった。宝永元年（1704年）7月28日、将軍徳川綱吉に御目見した。ところが、本家の津藩において藩主・高睦の2人の男子が全て早世したため、宝永2年（1705年）5月19日、高睦の養嗣子となった。同年5月28日、将軍徳川綱吉に御目見した。宝永4年12月23日（1708年）、従四位下・大学頭に叙任した。宝永5年11月25日（1709年）、高睦の死去により跡を継いだ。
藩政においては、宝永地震などの影響で凶作が相次ぎ財政が悪化し、正月の餅つきを中止するほどであった。

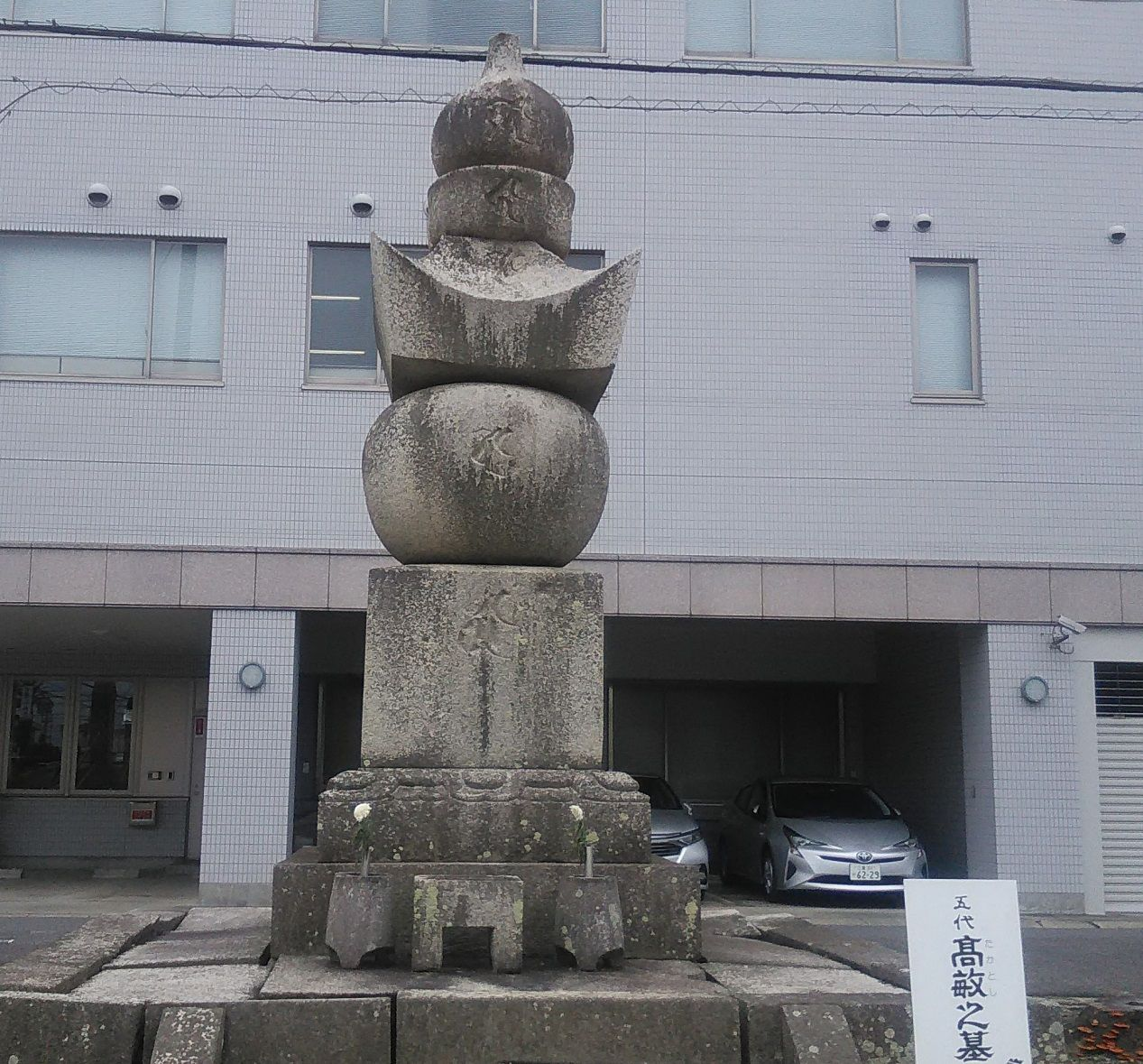
藤堂高敏の墓(津市寒松院)

1728年、疱瘡が原因で倒れる。8代将軍・徳川吉宗から薬を下賜されたが一向に良くならず、享保13年4月13日（1728年5月21日）、津城にて死去した。死後、家督は一族から迎えた養嗣子の高治が継いだ。高治は初代藩主・藤堂高虎の弟・高清の子孫であり、初代藩主・高虎の男系血統は5代で絶えることとなった。

## 系譜
- 父：藤堂高通
- 母：智鏡院 - 福本休悦の娘
- 養父：藤堂高睦
- 正室：中川久通の娘
  - 養子：藤堂高治 - 藤堂高明の子